# Olof-Hansgården
Olof-Hansgården är en bebyggelse sydost om Mjörn i Stora Lundby socken i Lerums kommun. Från 2023 avgränsade SCB här en småort. 